# Identi-Kit
Identi-Kit, también conocida como Identikit, es una banda de rock y new wave argentina formada en la ciudad de Rosario en 1984. Fue fundada por Claudio Mottura, Ricardo Vilaseca, Mario "Pájaro" Gómez, Jorge Risso y Sergio Rivas. Es considerada como una de las bandas más destacadas de Rosario de la década de 1980.

## Historia
Con un estilo particular, inspirado en parte en la banda británica Duran Duran, el conjunto logra captar la atención de la discográfica EMI, con la cual editan y lanzan su primer LP, Identi-Kit, el 1° de enero de 1986. El grupo recorre el interior del país para presentar su disco y culmina su gira tocando en Buenos Aires. Las ventas del mismo alcanzan las 10.000 copias en tan sólo tres meses. El disco les brindó uno de sus primeros éxitos con el single "Varias horas soñando", el cual tuvo una rotación diaria en la radio Rock & pop; que por aquel entonces recién estaba empezando y aún no tenía programación, por eso la radio solo pasaba música de manera continua.
En noviembre de 1987, y convertidos en cuarteto tras la deserción de Ricardo Vilaseca, graban en los Estudios Panda su segundo LP, dado a llamar Quiero parar de caer. El título se refería a la difícil situación económica, política y social que atravesaba Argentina en aquel entonces.
El bajista del grupo Sergio Rivas resumió la historia del grupo de la siguiente manera: "Originalmente éramos una banda que venía tocando rock sinfónico con gente como Claudio Cardone. Esa fue la precuela, y después en el '85 se armó la banda que duró hasta 1988 y se cortó más que nada por la híper inflación, cuando algunos formaron Vilma Palma"; Gómez y Risso estuvieron en el grupo hasta 1988, formando al poco tiempo la banda Vilma Palma e Vampiros, la cual comenzó su trayectoria en 1990 y alcanzó un importante éxito tanto en Argentina como en toda Hispanoamérica, siendo conocidos incluso en los Estados Unidos.
En 1993 Mottura y Rivas rearman la banda junto a otros músicos, y graban el último álbum con una parte importante de la formación original, Fanático. La canción No me pidas hoy, que forma parte del disco, fue el tema principal de la telenovela chilena Rompecorazón. Ese mismo año Identi-Kit entra en un hiato y pasa a la inactividad.
En 2011 el grupo se presenta con una nueva formación y en pocos shows, bajo el nuevo nombre de Idénticos o Los Idénticos, y con el regreso de los miembro originales Jorge Risso y Claudio Mottura, junto a Naty Moscariello (ex Vilma Palma. En muchos de esos shows del 2011 Los Idénticos fueron acompañados por antiguos integrantes de la banda en calidad de invitados.
En el año 2023 se da el regreso oficial de la banda con su nombre original. Se vuelven a juntar tres de los integrantes originales (Mottura, Rivas y Risso), y en ese mismo Identikit hace un show en el Espacio Cultural Universitario (ECU) de Rosario, convocando a más de 1000 personas. Además de recibir el reconocimiento de la Universidad Nacional de Rosario, son distinguidos por el Concejo Deliberante de Rosario como Banda Distinguida de la Ciudad. A mediados de 2024 la banda volvió a formarse con todos los integrantes originales (incluido el "Pájaro" Gómez) para hacer una presentación especial en el teatro y centro cultural Plataforma Lavardén, festejando el aniversario 40° de su creación.
La banda continúa con la misma formación del 2023 y planean grabar canciones y eventualmente un nuevo álbum, el cual sería el quinto en casi 40 años de trayectoria. En 2025 sacan un nuevo sencillo, "Falsa alarma", en Spotify y otras plataformas de música online.

## Integrantes

### Originales
- Claudio Mottura: Voz
- Jorge Risso: Guitarra
- Mario "Pájaro" Gómez: Batería y coros
- Ricardo Vilaseca: Teclados
- Sergio Rivas: Bajo y coros

### Identi-Kit 2012 (también llamados Los Idénticos)
- Claudio Mottura: Voz
- Jorge Risso: Guitarra
- Pablo Cesarini: Bajo
- Claudio Boccio: Batería
- Claudio Bertolin: Teclados
- Cris Blanc: Coros
- Sofía Risso (invitada): Bajo y coros

### Identi-Kit 2023[5]
- Sergio Rivas: Bajo
- Claudio Mottura: Voz
- Jorge Risso: Guitarra
- Valdi Mónaco: Guitarra
- Julián Mottura: Batería
- Luciano Mottura: Guitarra
- Luis Bergonzi: Teclados
- Silvana Birozzi: Coros

## Discografía
- Identi-Kit (1986)
- Quiero parar de caer (1988)
- Fanático (1993)
- Viejos vicios (2012)